# Милош Мирковић
Милош Мирковић (Тузла, 14. јул 1983) је бивши кошаркаш. Играо је на позицијама крилног центра и центра.

## Биографија
Мирковић је у млађим категоријама наступао за Партизан и са њима освојио јуниорски турнир Евролиге. Сениорску каријеру почиње у екипи Крке са којом као млад играч дебитује и у Евролиги. После Крке наступао је за Црвену звезду са којом је освојио Куп Радивоја Кораћа 2004. године. Након Звезде играо је за Електру из Шоштања, Ергоном, Дебрецин, Нимбурк (освојио првенство и куп) а последњи тим за који је наступао је била Игокеа.

## Успеси

### Клупски
- Црвена звезда:
  - Куп Радивоја Кораћа (1) : 2004.

- Нимбурк:
  - Првенство Чешке (1) : 2006/07.
  - Куп Чешке (1) : 2007.